# Lewis Lewyn
Louis „Lewis“ Lewyn (* 18. Dezember 1891 in Houston, Texas; † 24. Mai 1969 in Huntington Beach, Kalifornien) war ein US-amerikanischer Filmproduzent, Filmregisseur und Drehbuchautor, der als Produzent bei der Oscarverleihung 1937 für La Fiesta de Santa Barbara für den Oscar in der Kategorie Bester Kurzfilm in Farbe nominiert war.

## Leben
Lewyn begann seine Laufbahn in der Filmwirtschaft Hollywoods 1920 als Produzent des Dokumentarkurzfilms Sky Eye, für den er auch das Drehbuch schrieb. In den folgenden Jahren produzierte er unter anderem die Dokumentarkurzfilmreihe Screen Snapshots (1920 bis 1921) sowie Kurzfilmreihen wie The Voice of Hollywood (1929 bis 1932) und Hollywood on Parade (1932 bis 1934), bei denen er zeitweilig auch Regie führte.
1937 erhielt Lewyn, der seit 1924 mit der Filmschauspielerin, Produzentin und Regisseurin Marion Mack verheiratet war, für La Fiesta de Santa Barbara (1935) eine Oscar-Nominierung in der Kategorie Bester Kurzfilm in Farbe. In dem Film hatten zahlreiche Hollywoodstars wie Ida Lupino, Edmund Lowe, Gilbert Roland, Robert Taylor, Harpo Marx, Andy Devine, Buster Keaton, Gary Cooper, Leo Carrillo und Judy Garland Cameo-Auftritte.
Im Laufe seiner bis Mitte der 1940er Jahre dauernden Tätigkeit produzierte Lewyn über 80 Filme und führte bei mehr als zwanzig Filmen Regie.

## Filmografie (Auswahl)
- 1920: Sky Eye
- 1923: Mary of the Movies
- 1929–1932: The Voice of Hollywood (Kurzfilmreihe)
- 1932–1934: Hollywood on Parade (Kurzfilmreihe)
- 1935: La Fiesta de Santa Barbara (Kurzfilm)
- 1937: Cinema Circus (Kurzfilm)
- 1942: Soaring Stars (Kurzfilm)
- 1943: Hollywood Daredevils (Kurzfilm)